# لوسین وان ایمپه
لوسین وان ایمپه (pronounced [lɵsˈjɛn vɑn ˈɪmpə]؛ زادهٔ ۲۰ اکتبر ۱۹۴۶) رکابزن حرفه‌ای سابق بلژیکی است که در رشتهٔ دوچرخه‌سواری جاده فعالیت می‌کرد. دوران حرفه‌ای او از سال ۱۹۶۹ تا ۱۹۸۷ به طول انجامید و طی آن توانست یک بار در سال ۱۹۷۶ برندهٔ تور دو فرانس شود. همچنین ۶ بار در تور دو فرانس و ۲ بار در جیرو دیتالیا برندهٔ رده‌بندی کوهستان شد.

## زندگی‌نامه
وان ایمپه آغاز فعالیت حرفه‌ای خود را به فدریکو بائامونتس اسپانیایی که پیشتر برندهٔ تور دو فرانس شده‌بود، منتسب می‌داند. در سال ۱۹۶۸ وان ایمپه سلطان کوهستان تور آونیر شد. بائامونتس از نفوذ خود برای ثبت قرارداد حرفه‌ای با او استفاده کرد. در سال ۱۹۶۹ وان ایمپه فعالیت حرفه‌ای خود را با کسب مقام دوازدهم در تور دو فرانس آغاز کرد. در سال ۱۹۷۱ نخستین قهرمانی خود در رده‌بندی کوهستان تور را به دست آورد. او توانست پنج بار دیگر به این افتخار دست یابد و با رکورد بائامونتس برابری کند. هنگامی که ریشار ویرنک در سال ۲۰۰۴ با کسب هفتمین پیروزی در این رده‌بندی، رکورد وان ایمپه و بائامونتس را شکست، وان ایمپه به او هشدار داد که به جای این که بهترین سربالایی‌رو باشد، فردی فرصت‌طلب است. او گفت که خودش به خاطر احترام به بائامونتس از شکستن رکورد او خودداری کرده‌است.
تیم سونولور که وان ایمپه عضو آن بود، در سال ۱۹۷۵ با تیم ژیتان ادغام شد و تیم ژیتان-کامپانیولو پدید آمد. سیریل گیمار، قهرمان سابق فرانسوی که در اوایل سال ۱۹۷۶ بازنشسته شده‌بود، در همان سال مدیر ورزشی تیم شد. در تور دو فرانس ۱۹۷۶ وان ایمپه و یوپ سوتملک در مسیرهای کوهستانی بارها با یکدیگر رقابت کردند و در پایان تور، وان ایمپه توانست قهرمان تور شود. گیمار ادعا کرد که دستور او برای حمله به سوتملک باعث پیروزی وان ایمپه در تور شده‌است و گفت که اگر وان ایمپه حمله نمی‌کرد، او را با خودرو زیر می‌گرفت. وان ایمپه این ادعا را رد کرد. پس از سال ۱۹۷۶ وان ایمپه بارها تیم خود را عوض کرد. در تور دو فرانس ۱۹۷۷ یکی از بخت‌های قهرمانی بود؛ ولی نتوانست در بخش‌های کوهستانی رهبری را به دست آورد. او تا آخرین مرحلهٔ کوهستانی صبر کرد؛ ولی فراموش کرد چیزی بخورد و به این ترتیب، رهبری تور را از دست داد.
پس از چند فصل ناموفق، وان ایمپه در سال ۱۹۸۱ بازگشت و در تور دو فرانس، افزون بر کسب پیراهن کوهستان، در رتبهٔ دوم رده‌بندی اصلی قرار گرفت. در دو سال بعد نیز توانست برندهٔ رده‌بندی کوهستان جیرو دیتالیا شود.
وان ایمپه ۱۵ بار در تور دو فرانس شرکت کرد و هر بار توانست مسابقه را به پایان برساند. با این رکورد، پس از سوتملک دومین نفری است که بیشترین تور را به پایان رسانده است. ویاچسلاو اکیموف در سال ۲۰۰۶ با رکورد او برابری کرد.
لوسین وان ایمپه با همسرش ریتا در ایمپه زندگی می‌کند. او یک پسر و یک دختر دارد. خانهٔ او آلپ دوئز نامیده می‌شود؛ زیرا او توانست در این کوه فرانسوی پیراهن طلایی تور را در سال ۱۹۷۶ به دست آورد.
نمونهٔ وان ایمپه در دوران فعالیت حرفه‌ایش هیچ‌گاه مثبت اعلام نشد و هرگز از انجام نمونه‌گیری خودداری نکرد. همچنین هرگز به مصرف مواد نیروزا اعتراف نکرده‌است.

## نتایج در گرند تورها
|                                | ۱۹۶۹   | ۱۹۷۰   | ۱۹۷۱ | ۱۹۷۲ | ۱۹۷۳ | ۱۹۷۴   | ۱۹۷۵ | ۱۹۷۶ | ۱۹۷۷ | ۱۹۷۸   | ۱۹۷۹   | ۱۹۸۰   | ۱۹۸۱ | ۱۹۸۲ | ۱۹۸۳   | ۱۹۸۴   | ۱۹۸۵   | ۱۹۸۶   |
| تور دو فرانس                   | ۱۲     | ۶      | ۳    | ۴    | ۵    | ۱۸     | ۳    | ۱    | ۳    | ۹      | ۱۱     | ۱۶     | ۲    | نرفت | ۴      | نرفت   | ۲۷     | نرفت   |
| پیروزی در مراحل                | ۰      | ۰      | ۰    | ۱    | ۱    | ۰      | ۲    | ۱    | ۱    | ۰      | ۱      | ۰      | ۱    | —    | ۱      | —      | ۰      | —      |
| رده‌بندی کوهستان                | ۱۲     | ۴      | ۱    | ۱    | ۵    | ۱۲     | ۱    | ۲    | ۱    | ۱۰     | ۵      | ۸      | ۱    | —    | ۱      | —      | بی‌رتبه | —      |
| رده‌بندی امتیازی                | بی‌رتبه | بی‌رتبه | ۹    | ۹    | ۸    | بی‌رتبه | ۱۰   | ۹    | ۱۰   | بی‌رتبه | ۶      | بی‌رتبه | ۱۷   | —    | بی‌رتبه | —      | بی‌رتبه | —      |
| جیرو دیتالیا                   | نرفت   | نرفت   | نرفت | نرفت | نرفت | نرفت   | نرفت | نرفت | نرفت | نرفت   | نرفت   | نرفت   | نرفت | ۴    | ۹      | ۷      | ۱۳     | نرفت   |
| پیروزی در مراحل                | —      | —      | —    | —    | —    | —      | —    | —    | —    | —      | —      | —      | —    | ۰    | ۱      | ۰      | ۰      | —      |
| رده‌بندی کوهستان                | —      | —      | —    | —    | —    | —      | —    | —    | —    | —      | —      | —      | —    | ۱    | ۱      | ۱۲     | بی‌رتبه | —      |
| رده‌بندی امتیازی                | —      | —      | —    | —    | —    | —      | —    | —    | —    | —      | —      | —      | —    | ۷    | بی‌رتبه | بی‌رتبه | بی‌رتبه | —      |
| تور دوچرخه‌سواری ووئلتا اسپانیا | نرفت   | نرفت   | نرفت | نرفت | نرفت | نرفت   | نرفت | نرفت | نرفت | نرفت   | ۱۴     | نرفت   | نرفت | نرفت | نرفت   | نرفت   | نرفت   | ۱۱     |
| پیروزی در مراحل                | —      | —      | —    | —    | —    | —      | —    | —    | —    | —      | ۱      | —      | —    | —    | —      | —      | —      | ۰      |
| رده‌بندی کوهستان                | —      | —      | —    | —    | —    | —      | —    | —    | —    | —      | بی‌رتبه | —      | —    | —    | —      | —      | —      | بی‌رتبه |
| رده‌بندی امتیازی                | —      | —      | —    | —    | —    | —      | —    | —    | —    | —      | ۸      | —      | —    | —    | —      | —      | —      | بی‌رتبه |

| ۱        | برنده                               |
| ۲–۳      | سه نفر اول                          |
| ۴–۱۰     | ده نفر اول                          |
| ۱۱–      | گذر از خط پایان                     |
| نرفت     | در مسابقه شرکت نکرد                 |
| ناتمام-x | به پایان نرساند (انصراف در مرحله x) |
| DNS-x    | آغاز نکرد (عدم شرکت در مرحله x)     |
| اخراج    | اخراج شد                            |
| ناموجود  | مسابقه/رده‌بندی انجام نشد            |
| بی‌رتبه   | در رده‌بندی گنجانده نشد              |